# Pikanchi
Pikanchi, reso graficamente come PIKA☆NCHI, è un brano musicale del gruppo musicale giapponese Arashi, pubblicato come loro nono singolo il 17 ottobre 2002. Il brano è incluso nell'album How's It Going?, quarto lavoro del gruppo. Il singolo ha raggiunto la prima posizione della classifica Oricon dei singoli più venduti in Giappone, vendendo 185.775. Il brano è stato utilizzato come tema musicale del film PIKA☆NCHI LIFE IS HARD Dakedo HAPPY.

## Tracce
CD Singolo JACA-5005
1. PIKA☆NCHI
2. Michi (道)
3. PIKA☆NCHI (Original Karaoke)
4. Michi (Original Karaoke)

## Classifiche
| Classifica (2002) | Posizione più alta |
| ----------------- | ------------------ |
| Giappone (Oricon) | 1                  |